# 石村洞古墳群
石村洞古墳群（：／）是位於韓國首爾特別市松坡區石村洞的一個歷史遺址，為三国时代百济前期的古墓群。

## 概述
石村洞古墳群地處首爾東南部，位於漢江南岸，根據推定，為百濟初期王族和貴族的墓地。該古墳群的西南2.8公里處為风纳土城，約2公里處為夢村土城。首爾大學博物館先後於1974年、1983年、1984年、1986年和1987年對這處古墳群展開發掘調查。
根據1917年的地圖可知，石村洞古墳群中大約有290座墳墓，但這一帶在1970年代至1980年代期間由於城市開發而遭到大幅破壞，目前僅倖存八座。古墳形態分為積石塚（石塚）和墳丘土壙墓（土塚）兩種，根據戰前調查，石塚有66座，土塚有23座。
1975年5月27日，被認定為大韓民國指定史蹟第243號，官方名稱為「石村洞百濟初期積石塚」。2011年7月28日，改名為「首爾石村洞古墳群」。